# Прилужний III
Прилу́жний III — пасажирська зупинна залізнична платформа Лиманської дирекції Донецької залізниці.
Розташована на крайньому заході смт. Билбасівка, Краматорський район, Донецької області на лінії Слов'янськ — Лозова між станціями Слов'янськ (6 км) та Шидловська (6 км).
Станом на початок 2016 р. через платформу слідують приміські електропоїзди, проте не зупиняються.